# Qare
 (juin 2021).
Qare est une entreprise française appartenant au britannique Healthhero et lancée en 2017 qui vend un service de téléconsultation sans rendez-vous à destination des patients.

## Histoire
La société Qare est créée en novembre 2016 au sein de l’incubateur de start-up Kamet (groupe AXA) par un investissement conjoint avec une autre plateforme de 150 millions d'euros. L'objectif assumé de cet incubateur est de créer des plateformes qui pourront être incorporées au groupe AXA si celles-ci fonctionnent.
En avril 2017, Qare lance une version bêta de sa solution de téléconsultation pour les résidents français de Londres en le présentant comme un moyen de bénéficier du système de santé français sans avoir à chercher de médecin traitant, Kamet réalise à ce moment une nouvelle injection de fonds de 6 millions d’euros.
L’Agence régionale de santé n’autorisant pas la rémunération à l’acte pour la télémédecine, car elle n’est pas encore intégrée dans le droit commun, Qare met en place une offre de téléconsultation par abonnement mensuel dans un premier temps (29 €/mois pour un patient seul et 49 €/mois pour un abonnement « famille »).
L'entreprise lance ses services en France en 2018, l’Ordre national des médecins dénonce immédiatement un lancement d'activité non-réglementé et demande une évolution de la législation pour intégrer ce type d'acte médical, il annonce également un risque d'ubérisation de la médecine en France si la télémédecine vient à être intégrée au régime de la sécurité sociale sans contrôle. L'entreprise, elle, a pour ambition d’intégrer la téléconsultation dans les pratiques et de parvenir à ce que 20 % des consultations soient réalisées en téléconsultation et 80 % en cabinet.
En octobre 2018, l’Ordre national des médecins met en demeure l’entreprise tout en félicitant les premières réussites des actes de télémédecines et l'arrivée des premiers avenants visant à encadrer la pratique. La demande concerne la cessation de la publication d’encarts publicitaires concernant le remboursement de la téléconsultation qui contrevient à l'article R.4127-19 du code de la santé publique : « la médecine ne doit pas être exercée comme un commerce. Sont interdits tous procédés directs ou indirects de publicité (…) ».
En avril 2019 Qare lève 20 millions d’euros,, auprès de son investisseur historique Kamet Ventures et Olivier Thierry (anciennement membre de Mckinsey & co.) devient le nouveau PDG de Qare en raison de son expérience dans le domaine des plateformes avec notamment l'application de réservation de restaurants en ligne LaFourchette.
En janvier 2020, l’entreprise fait son entrée dans la French Tech 120, puis rachète Doctopsy et Mon Sherpa, des application de soutien psychologique. Si l'entreprise présente ces acquisitions comme un moyen d'étendre ses activités on considère néanmoins qu'il s'agit d'une « course » avec la plateforme Doctolib qui utilise les mêmes pratiques de rachat de start-up dans le but de concentrer un maximum de flux (monopole)
Durant la pandémie de Covid-19, Qare accélère son développement et recrute en télétravail,,.
Qare s’associe à Astra-Zeneca, Cureety, Libheros pour lancer un service de télésuivi des patients atteints de cancer dans les hôpitaux.
En avril 2021, le britannique HealthHero fait l'acquisition de la start-up française, devenant ainsi un des grands groupes e-santé européen.
En 2022, Qare déclare un résultat net négatif de -21,5 millions d'euros.

## Fonctionnement
L'entreprise a pour objectif de participer à la lutte contre les déserts médicaux ; les prestations commerciales de Qare complètent les consultations traditionnelles et elles sont réservées aux problèmes de santé mineurs,.

### Services
La solution de téléconsultation Qare permet de consulter des médecins et professionnels de santé en vidéo 7 jours sur 7 de 6 h à 23 h, depuis un ordinateur ou un smartphone. Les utilisateurs ont un accès facilité et plus rapide à la consultation médicale.
Les médecins ont la possibilité d'apposer un diagnostic à distance et de délivrer une ordonnance via l’application. Ils réalisent également un compte-rendu de consultation et transmettent la feuille de soins aux patients qui peuvent les télécharger sur leur espace personnel.
Qare permet aux médecins de délivrer des ordonnances aux patients qui peuvent les télécharger et les imprimer ou les envoyer directement à leur pharmacie. Les ordonnances sont sécurisées par un QR code qui permet au pharmacien de vérifier qu’elle n’a pas déjà été utilisée.

#### Qare pharmacie
Qare s’est associé à des groupements de pharmacie afin de proposer sa solution de téléconsultation en officine. Le service est notamment installé dans des pharmacies situées dans des déserts médicaux pour faciliter l’accès aux soins,.
En 2022, Qare se désengage des officines devant son échec en pharmacie.